# ピラール・デ・ボルボン・イ・ボルボン＝ドス・シシリアス
マリア・デル・ピラール・デ・ボルボン・イ・ボルボン＝ドス・シシリアス（スペイン語: María del Pilar de Borbón y Borbón-Dos Sicilias、1936年7月30日 - 2020年1月8日）は、スペインの王族、スペイン王女（Infanta de España）。儀礼称号はバダホス女公爵（Duquesa de Badajoz）。前スペイン王フアン・カルロス1世の姉。

## 経歴
バルセロナ伯フアン（スペイン王アルフォンソ13世の四男）と、その妃マリア・デ・ラス・メルセデス（カラブリア系両シチリア王家家長カルロ・タンクレーディの三女）の間の長女（第1子）として生まれた。
1967年5月5日にリスボンのジェロニモス修道院で、スペイン貴族のデ・ラ・トーレ子爵ルイス・ゴメス＝アセーボ・イ・ドゥーケ・デ・エストラーダと結婚した。ルイスの父ハイメは第3代コルティナ侯爵ホセ・ゴメス＝アセーボ・イ・コルティナの息子で、母イサベルは第9代デレイトサ女侯爵である。また、ルイスは最後のブルガリア王シメオン2世の妃マルガリータの従兄である。
ピラールは妹のマルガリータと同じく、結婚に際して王位継承権を放棄したが、継承権放棄の手続きは現行のスペイン憲法の公布以前に行われたものであり、また国会の認可を受けたものでもなかった。ピラールは1994年から2005年まで国際馬術連盟会長を務めた。また1996年から2006年までは国際オリンピック委員会のスペイン代表委員だった。母語のスペイン語のほか、英語、フランス語、イタリア語、ポルトガル語に堪能である。

## 子女
夫のルイスとの間に4男1女を儲けた。子供たちはいずれも「グランデ」の称号を与えられている。
- マリーア・デ・ラ・ファウスティーナ・シモネータ・ルイサ（スペイン語版）（1968年10月28日 - ）　1990年にホセ・ミゲル・フェルナンデス・サストロンと結婚
- フアン・フィリベルト・ニコラス（1969年12月6日 - ）　デ・ラ・トーレ子爵
- ブルーノ・アレハンドロ・（1971年6月15日 - ）　2002年にバルバラ・カーノ・デ・ラ・プラサと結婚
- ルイス・ベルトラン・アルフォンソ（1973年5月20日 - ）　2004年にラウラ・ポンテ（英語版）と結婚
- フェルナンド・ウンベルト（1974年9月30日 - ）　2004年にモニカ・マルティン・ルーケと結婚